# Девочки из Эквестрии: Специальные короткометражки
«Девочки из Эквестрии» (англ. My Little Pony Equestria Girls: Digital Series — дословно «Цифровые серии») — сборник анимационных сериалов и короткометражных фильмов, основанных на одноимённых серии игрушек франшизы My Little Pony от Hasbro и серии фильмов, спин-оффе мультсериала «Дружба — это чудо».
Сборник состоит из нескольких мультсериалов: собственно Specials («Магия танца», «Магия кино» и «Магия зеркала»), «Летние короткометражки» (англ. Equestria Girls: Summertime Shorts), «Лучше вместе» (англ. Equestria Girls: Better Together) и «Выбери свою концовку» (англ. Equestria Girls: Choose Your Own Ending), а также спецвыпусков «Most Likely to Be Forgotten» (с англ. — «Та, о которой все забудут») и «Rollercoaster of Friendship» («Непредсказуемая дружба»), которые вышли 17 февраля и 6 июля 2018 (соответственно) на телеканале Discovery Family и были позднее переизданы как мини-сериалы.
30 марта 2019 года на Discovery Family состоялась премьера следующего мультфильма — «Spring Breakdown» (с англ. — «Весенние каникулы»). 12 апреля того же года первая часть фильма вышла на YouTube.

## Синопсис
Сериал описывает жизнь учениц Средней школы Кантерлота — Сумеречной Искорки, Сансет Шиммер, Эпплджек, Флаттершай, Пинки Пай, Радуги Дэш и Рарити — и их четвероногого друга, щенка Спайка, после событий мультфильма «Девочки из Эквестрии. Легенды вечнозелёного леса».

## Актёрский состав

### Главные персонажи
- Тара Стронг — Сумеречная Искорка
  - Ребекка Шойкет — Сумеречная Искорка (песни)
- Ребекка Шойкет — Сансет Шиммер
- Эшли Болл — Радуга Дэш / Эпплджек
- Андреа Либман — Пинки Пай / Флаттершай
- Табита Сен-Жермен — Рарити
  - Казуми Эванс — Рарити (песни)
- Кэти Уэслак — Спайк

### Второстепенные персонажи
- Шейрон Александер — Соур Свит
- Сьенна Бон — Шугаркоут
- Бритт Ирвин — Санни Флэр
- Шеннон Чан-Кент — Лемон Зэст
- Энди Тот — Кентер Зум
- Эли Либерт — Джунипер Монтаж
- Кира Тозер — Честнат Магнифико
- Чарльз Цукерман — Сталворт Сталлион
- Келли Шеридан — Старлайт Глиммер

### Дополнительные роли
- Эшли Болл
- Андреа Либман
- Табита Сен-Жермен
- Ребекка Шойкет
- Энди Тот
- Чарльз Цукерман
- Келли Шеридан

## Список серий

### Specials
| № серии | Русское название | Оригинальное название | Сценарист                 | Дата премьеры | Дата премьеры в России |
| --- | ---------------- | --------------------- | ------------------------- | ------------- | ---------------------- |
| 1 | Магия танца      | Dance Magic           | Джиллиан Берроу           | 24 июня 2017  | 14 октября 2017        |
| Когда Рарити узнаёт о конкурсе музыкального видео, она хочет убедить своих подруг из школы Кантерлота принять в нём участие. Вскоре девушки узнают, что Кристальная академия также интересуется участием в конкурсе. Ученики Академии имеют больше ресурсов и лучших танцоров! Смогут ли они собраться и сделать музыкальное видео-победитель? |                  |                       |                           |               |                        |
| |                  |                       |                           |               |                        |
| 2 | Магия кино       | Movie Magic           | Ноэль Бенвенути           | 1 июля 2017   | 14 октября 2017        |
| Девочки из Эквестрии получили специальное приглашение от А. К. Ирлинг на съёмки предстоящего фильма о Дэринг Ду, чему были несказанно рады. Для супер-фаната Радуги Дэш наблюдать, как её любимая героиня оживает — это сбывшаяся мечта. Но когда редкая и важная вещица из реквизита пропадает, съёмки приостанавливают, и мечта Радуги превращается в кошмар. |                  |                       |                           |               |                        |
| |                  |                       |                           |               |                        |
| 3 | Магия зеркала    | Mirror Magic          | Рэйчел Вайн и Дэйв Полски | 8 июля 2017   | 14 октября 2017        |
| Поскольку страницы в её журнале заканчиваются, для Сансет Шиммер остаётся один выход: вернуться в Эквестрию и получить новый журнал! Там она встречает Старлайт Глиммер и соглашается вернуться вместе с ней, чтобы показать ей жизнь Кантерлотской школе. Но пока Сансет Шиммер отсутствовала, мстительная Джунипер Монтаж находит прекрасное зеркало, зачарованное эквестрийской магией. Кроме того, что оно может открыть окно в другое измерение, при нажатии на правильную кнопку, оно может заставить вещи исчезнуть, заперев их в ловушке между двумя измерениями. |                  |                       |                           |               |                        |